# Euprosopia sericata
Euprosopia sericata är en tvåvingeart som beskrevs av Mcalpine 1973. Euprosopia sericata ingår i släktet Euprosopia och familjen bredmunsflugor. Inga underarter finns listade i Catalogue of Life.